# T 5 Developments
T 5 Developments war ein britischer Hersteller von Automobilen.

## Unternehmensgeschichte
Tom Sadler gründete 2002 das Unternehmen in Burnham-on-Crouch in der Grafschaft Essex. Er begann mit der Produktion von Automobilen und Kits. Der Markenname lautete T 5. 2007 endete die Produktion. Insgesamt entstanden etwa zwölf Exemplare.

## Fahrzeuge
Das einzige Modell war der Mission. Dies war ein offener Rennsportwagen, der auch eine Straßenzulassung erhalten konnte. Die Basis bildete ein Spaceframe-Rahmen. Verschiedene Motoren von Motorradmotoren über Vierzylindermotoren vom Ford Pinto bis zu V8-Motoren von Jaguar Cars trieben die Fahrzeuge an.